# Sauveterre-la-Lémance
Sauveterre-la-Lémance é uma comuna francesa na região administrativa da Nova Aquitânia, no departamento Lot-et-Garonne. Estende-se por uma área de 23,62 km². Em 2010 a comuna tinha 563 habitantes (densidade: 23,8 hab./km²).